# Pustelnia św. Antoniego i Narodzenia Matki Bożej nad Jeziorem Czarnym
Pustelnia św. Antoniego i Narodzenia Matki Bożej – prawosławny klasztor, działający od XVI w. do 1764 jako męski, zaś od 1912 – jako żeński. Jej zabudowania uległy całkowitemu zniszczeniu. Pustelnia znajdowała się na południowy zachód od wsi Anisimowo nad Jeziorem Czarnym w obwodzie wołogodzkim.

## Historia

### Monaster męski, cerkiew parafialna
Pustelnię nad Jeziorem Czarnym założył późniejszy święty mnich Antoni. Wzniósł on nad jeziorem drewnianą cerkiew Narodzenia Matki Bożej i utworzył klasztor męski pod tym samym wezwaniem. Żył w nim do śmierci w 1598, jego relikwie (Antoni został kanonizowany) były przechowywane we wzniesionej przez niego świątyni. W 1676 w monasterze żył już tylko jeden mnich, zaś w 1710 życie monastyczne w tym miejscu zanikło całkowicie, zaś cerkiew Narodzenia Matki Bożej była nieczynna. W 1764 klasztor został formalnie zlikwidowany, a cerkiew zamieniona w świątynię parafialną. W latach 1821–1875 była to cerkiew filialna. W 1875 wzniesiona została nowa, również drewniana, cerkiew Narodzenia Matki Bożej.

### Monaster żeński
W 1912 monaster nad Jeziorem Czarnym został reaktywowany. Miało to związek z obecnością na terenie parafii Narodzenia Matki Bożej znacznej grupy członków staroobrzędowej, bezpopowskiej sekty spasowców. Inicjatorką utworzenia żeńskiej pustelni była przełożona monasteru Narodzenia św. Jana Chrzciciela w Leuszynie igumenia Taisa. Pierwsze mieszkanki nowo otwartego monasteru były jej duchowymi wychowankami, żyły do tej pory w monasterze w Leuszynie. Kompleks zabudowań pustelni składał się z cerkwi Narodzenia Matki Bożej, cerkwi św. Antoniego (otwartej w 1911), budynku szkoły parafialnej oraz dzwonnicy. Pierwszą przełożoną wspólnoty została igumenia Antonina (Nazarowa). W 1917 w monasterze przebywało oprócz niej pięć mniszek i trzy posłusznice riasoforne. W latach 1917–1920 w klasztorze żyła także grupa 37 posłusznic. Zarówno posłusznice, jak i mniszki były z pochodzenia chłopkami. Większość posłusznic wykonywała bieżące prace w klasztornych pracowniach i w gospodarstwie, niektóre jednak mogły obejmować odpowiedzialne funkcje klasztorne (np. dziekanki i ekonomki). W 1917 łączna liczba mieszkanek monasteru wynosiła 46 osób.
W 1917 igumenia Antonina zmarła. Na jej miejsce siostry wybrały ihumenię Małgorzatę, dawną przełożoną monasteru Zwiastowania w Woroncowie, a następnie mieszkankę jednego z klasztorów w Nowogrodzie. Mimo pogorszenia sytuacji materialnej wspólnoty po rewolucji październikowej (upadek gospodarstwa, sadu, pasieki) w 1921 w monasterze nadal – oprócz siedmiu mniszek i jednej posłusznicy riasofornej – przebywały 44 posłusznice.
Klasztor przestał funkcjonować jeszcze w latach 20. XX wieku. Nie zachował się żaden obiekt z pierwotnego kompleksu jego zabudowań. Funkcjonowanie wspólnoty od 2005 upamiętnia krzyż.